# تاریک‌مرغ کلاه‌بلوطی
تاریک‌مرغ کلاه‌بلوطی (نام علمی: Lipaugus weberi) نام یک گونه از سرده مرغ‌های تاریک است.